# Gertrude Jahn
Gertrude Jahn (geboren am 13. August 1938 oder 1940 in Zagreb) ist eine vormals jugoslawische Opernsängerin der Stimmlage Mezzosopran. Sie war mehr als dreißig Jahre Ensemblemitglied der Wiener Staatsoper und gastierte an bedeutenden Opernhäusern in Europa und Amerika.

## Leben und Werk
Sie studierte an der Wiener Musikakademie bei Elisabeth Radó und Lily Kolar, später auch bei Erik Werba and Josef Witt. In der Spielzeit 1960–61 war sie an der Wiener Kammeroper verpflichtet. 1963 debütierte sie am Stadttheater Basel (als Orpheus, einspringend für Grace Bumbry), 1964 an der Wiener Staatsoper (als Cherubino). 1966 sang sie erstmals bei den Salzburger Festspielen. In der Herbert-von-Karajan-Inszenierung des Boris Godunow übernahm sie die Rolle des Fjodor. 1967 gastierte sie  während der Expo 67 als Oktavian im Rosenkavalier an der Oper von Montreal und verkörperte in Salzburg die Titelpartie in Mozarts Ascanio in Alba. Im selben Jahr wurde sie an die Wiener Staatsoper engagiert, deren Ensemblemitglied sie bis 1998 blieb, „wo sie sehr beliebt war“, so Kutsch/Riemens, und wo sie in mehr als fünfzig Partien und mehr als tausend Vorstellungen zu sehen und zu hören war. Sie sang im Haus am Ring das gesamte klassische Repertoire eines Mezzosoprans, von Mozart (Dorabella, Cherubino und Marzelline) bis Richard Strauss (Oktavian, Komponist, Carlotta und Clairon), gleichermaßen in komischen Rollen wie in tragischen. 113-mal sang sie an der Staatsoper die Zweite Dame in der Zauberflöte, 70-mal den Oktavian und 69-mal den Cherubino in Le nozze di Figaro, 54-mal die Ludmila in der Verkauften Braut, 49-mal die Adelaide in Arabella, 47-mal die Magdalena in den Meistersinger von Nürnberg, sie war aber auch als Venus, Fricka, Giulietta und Gräfin Geschwitz besetzt. Gertrude Jahn übernahm auch viele kleine Partien, Mägde, Pagen, Dienerinnen oder die Haushälterin in der Schweigsamen Frau, die Stimme von oben, die Stimme der Mutter und eine der Stimme der Ungeborenen. Sie sang auch in einer Reihe zeitgenössischer Werke, beispielsweise die Mrs. Sedley in Brittens Peter Grimes, die Julie in Dantons Tod von Gottfried von Einem oder die Donna Sveva d’Avalos in der Uraufführung des Gesualdo von Alfred Schnittke. Im Oktober 1971 war sie der Cherubino bei einem Ensemblegastspiel der Wiener Staatsoper im Moskauer Bolschoi-Theater.
Parallel zu ihren Verpflichtungen in Wien erhielt die Sängerin zahlreiche Einladungen zu Gastspielen, beispielsweise von den Staatsopern in Hamburg, München und Stuttgart, von der Deutschen Oper Berlin und an der Deutschen Oper am Rhein. 1968 übernahm sie die Olga in Eugen Onegin beim Glyndebourne Festival. 1982 sang sie am Opernhaus von Rouen. 1988 gastierte sie in München als Adelaide in Arabella, 1992 in derselben Rolle an der Mailänder Scala.  Weitere Gastspiele  führten sie an das Teatro Colón in Buenos Aires, an die Opéra Royal de Wallonie in Lüttich, an das Teatro Liceu in Barcelona und an das Teatro Real in Madrid, wo sie die Gräfin Geschwitz in Bergs Lulu verkörperte, nach Zürich, Triest und Innsbruck. Auch gastierte sie immer wieder bei den Salzburger Festspielen, 1969 als Zweitbesetzung des Octavian, 1971 und 1972 als Margret im Wozzeck, 1972 und 1973 als Vita mondana in Emilio de’ Cavalieris Rappresentatione di anima e di corpo in der Kollegienkirche sowie 1986 als Gräfin Laura Hüttenwächter in der Uraufführung der Oper Die schwarze Maske von Krzysztof Penderecki. Sie war auch als Oratorien- und Konzertsängerin tätig, beispielsweise in geistlichen Werken von Haydn, Mozart, Schubert, Liszt und Bruckner, mit dessen d-Moll-Messe sie sich am 24. August 1988 von den Salzburger Festspielen verabschiedete. Sie galt auch als superbe Liedinterpretin und sang Kompositionen in deutscher, englischer, französischer, italienischer und kroatischer Sprache. Ihr Konzertrepertoire war ebenso weit gespannt, wie das ihrer Bühnenrollen. Es reichte von Johann Sebastian Bach bis zu Mahlers Dritter und den Gurre-Liedern Arnold Schönbergs.

## Rollen (Auswahl)

### Uraufführungen
- 1886 Penderecki: Die schwarze Maske, Salzburger Festspiele (15. August) – Gräfin Laura Hüttenwächter
- 1995 Schnittke: Gesualdo, Wiener Staatsoper (26. Mai) – Donna Sveva d’Avalos

### Repertoire
- Titelrolle und Mercedes in Carmen
- Orpheus in Orpheus und Eurydike
- Marthe im Faust
- Varvara und Kabanicha in Káťa Kabanová
- Santuzza und Lola in Cavalleria rusticana
- Rosette in Manon
- Mutter in Amahl and the Night Visitors
- Dorabella in Così fan tutte
- Niklausse und Giulietta in Hoffmanns Erzählungen
- Silla in Palestrina
- Suzuki in Madama Butterfly
- Ludmilla in Die verkaufte Braut
- Czipra im Zigeunerbaron
- Page der Herodias und Herodias in Salome
- Komponist und Dryade in Ariadne auf Naxos
- Carlotta und Haushälterin in Die schweigsame Frau
- Clairon in Capriccio
- Maddalena in Rigoletto
- Ulrica in Ein Maskenball
- Preziosilla in La forza del destino
- Principessa Eboli in Don Carlo
- Meg Page in Falstaff
- Mary im Fliegenden Holländer
- Venus im Tannhäuser
- Fricka und Wellgunde in Das Rheingold
- Fricka, Waltraute und Siegrune in Die Walküre
- Zweite Norn und Wellgunde in Götterdämmerung
- Knappe, Blumenmädchen und Stimme von oben im Parsifal
- Fatime im Oberon

## Aufnahmen
Gertrude Jahn übernahm das Alt-Solo in einer Reihe geistlicher Werke:
- Bach: Matthäus-Passion, Wiener Symphoniker, Dirigent: Hans Swarowsky
- Haydn: Paukenmesse, Wiener Symphoniker, Dirigent: Hans Gillesberger, Turnabout
- Schubert: Sämtliche Messen, u. a. mit den Wiener Symphoniker, Dirigent: Hans Gillesberger, Turnabout/VOX (3 CDs)
- Liszt: Missa choralis, Wiener Kammerchor, Dirigent: Hans Gillesberger

Außerdem war sie an zwei Opern-Gesamteinspielungen beteiligt:
- Berg: Wozzeck, Dirigent: Karl Böhm – als Margret
- Cavalieri: Rappresentatione di anima e di corpo – Vita mondana